# Marius Trésor
Marius Trésor (n. 15 ianuarie 1950) este un fost jucător francez de fotbal, care a fost trecut de Pelé pe lista FIFA 100 în martie 2004.
Cariera lui Trésor a început la clubul francez Ajaccio. De asemenea, a jucat pentru Olympique de Marseille și Girondins de Bordeaux. Cu Marseille a câștigat Cupa Franței în 1976, iar în 1978 cu Girondins de Bordeaux a câștigat campionatul. Pentru echipa națională de fotbal a Franței a jucat la două Campionate Mondiale (1978 și 1982). În total, el a fost convocat la națională de 65 de ori și a marcat 4 goluri.